# Yassine Bouchama
Yassine Bouchama (arabisch ياسين بوشامة) (* 28. Mai 1997 in Essen) ist ein deutsch-marokkanischer Fußballspieler.

## Karriere
Bouchama begann mit dem Fußballspielen beim FC Kray und durchlief dort alle Jugendmannschaften. Im Sommer 2016 wechselte er in die Oberliga Niederrhein zum 1. FC Bocholt. Nach nur zwei Ligaspielen wechselte er Ende August 2016 ligaintern zurück zu seinem Jugendverein FC Kray. Im Januar 2020 bestritt er ein Probetraining in der Heimat seines Vaters beim marokkanischen Erstligisten FAR Rabat, zu einem Vertrag kam es aber nicht. Nach vier Spielzeiten und 22 Toren in 67 Ligaspielen wechselte er im Sommer 2020 in die Regionalliga West zum SV Straelen. Bereits zur nächsten Saison schloss er sich im Sommer 2021 dem 1. FC Phönix Lübeck in der Regionalliga Nord an. Nach nur sechs Ligaspielen und einem Torerfolg löste er im Oktober 2021 seinen Vertrag wieder auf und wurde vereinslos. Im Januar 2022 schloss er sich dem VfB Homberg in der Regionalliga West an.
Nach einem halben Jahr wechselte er im Sommer 2022 ligaintern zu Preußen Münster. Mit seinem Verein wurde er am Ende der Saison 2022/23 Meister und stieg in die 3. Liga auf. Dort kam er auch zu seinem ersten Einsatz im Profibereich, als er am 5. August 2023, dem 1. Spieltag, beim torlosen Heimunentschieden gegen Borussia Dortmund II in der 74. Spielminute für Luca Bazzoli eingewechselt wurde. In dieser Saison gelang ihm als erneuter Aufsteiger der direkte Durchmarsch in die 2. Fußball-Bundesliga.

## Erfolge
Preußen Münster
- Meister der Regionalliga West und Aufstieg in die 3. Liga: 2023
- Aufstieg in die 2. Bundesliga: 2024